# Повал (село)
Повал (укр. Повал) — село на Украине, находится в Жмеринском районе Винницкой области.
Код КОАТУУ — 0521080209. Население по переписи 2001 года составляет 94 человека. Почтовый индекс — 23127. Телефонный код — 4332.
Занимает площадь 0,23 км².

## Адрес местного совета
23127, Винницкая область, Жмеринский р-н, с. Александровка, пр. Шевченко